# 李玄道
李玄道（577年—645年9月10日），字元易，祖籍陇西郡狄道县（今甘肃省定西市临洮县），世代居住鄭州，秦王府十八學士之一。

## 生平
李玄道出自陇西李氏姑臧房，家族居于郑州，世代为山東冠族，祖李瑾，魏著作佐郎。父李行之，隋都水使者。隋朝时，李玄道为齐王府属。李密據洛口，引為記室，後為王世充所執，镇定自若，被释放，為著作佐郎。李世民平定王世充，為秦王府主簿。唐太宗貞觀初年，累遷給事中，封姑臧县男。出任幽州长史，辅佐都督王君廓，专门负责府中之事，与王君廓渐有嫌隙。后王君廓谋反，受牵连。后又起复为常州刺史，甚有惠政。贞观三年（629年），年老致仕，加银青光禄大夫，贞观十九年八月十四日（645年9月10日）在郑州府邸去世，虚岁六十九。著有《李玄道集》。

## 家族

### 七代祖
- 李暠，凉武昭王[1]

### 五代祖
- 李宝，北魏敦煌宣公[1]

### 曾祖
- 李韶，北魏司空、姑臧文恭公[1]

### 祖父
- 李瑾，北魏齐州刺史[1][2]

### 父亲
- 李行之，隋朝下溠郡太守、固始县男[1][2]

### 夫人
- 太原王氏，北齐吏部尚书、并州刺史王松年孙女，始平县县令王亲之女，封永福县夫人[1]

### 子孫
- 李正基，太子舍人
  - 李亶
    - 李成裕，尚书都官郎中，金、陇、邓、莫四州刺史
      - 李皆，司门员外郎、建州刺史
        - 李震，泉州刺史
          - 李训，文宗朝宰相
          - 李仲文，进士
          - 李仲宣，衢州龙丘县县令
          - 李仲京，度支巡官、试大理评事
          - 李婴甫，怀州武德县县令
          - 李仲褒，进士

      - 李揆，肅宗朝宰相
      - 李毖
        - 李上公
          - 李景素
            - 李蔚，僖宗朝宰相

    - 李成休，光州司马
    - 李成绩，朝请大夫、尚书虞部郎中
      - 李存，大理司直，赠太子少师
        - 李益，中唐诗人
          - 李元翊，庶子
          - 李棠
          - 李当，中唐诗人
            - 李藻
            - 李拯

          - 李崇
          - 李奕

    - 李成式，淮南道采访使

  - 李亨，淄州刺史
    - 李成已，永王府属
      - 李盈
- 李雲將
  - 李晏
    - 李顏
      - 李歸期
        - 李逢吉，憲宗朝宰相[3]

## 延伸阅读
[在维基数据编辑]
 《新唐書·卷102》，出自《新唐書》